# Heikki Waris

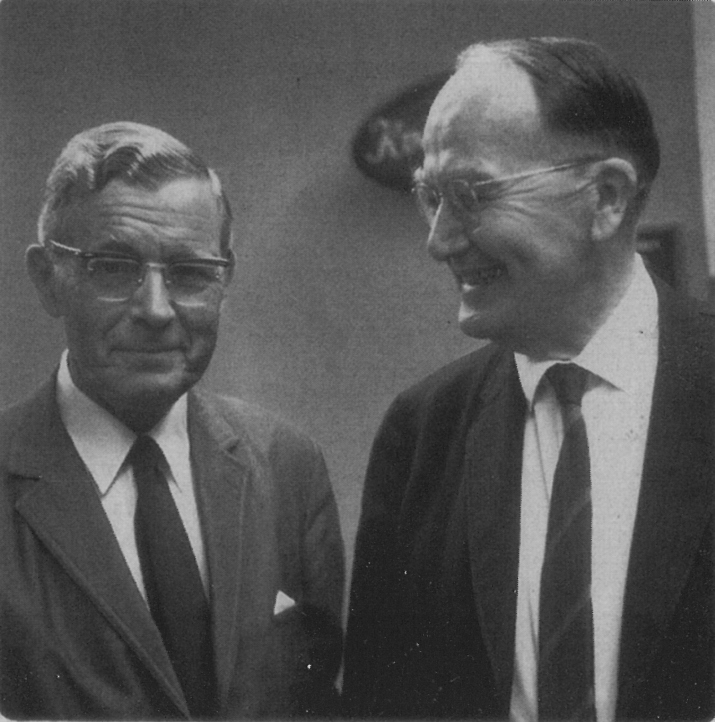
Heikki Waris (till vänster) med den amerikanska filosofen Douglas V. Steere vid 1950-talet.

Heikki Tapio Waris (fram till 1924 Warén), född 25 oktober 1901 i Helsingfors, död 10 november 1989 i Esbo, var en finsk socialhistoriker och socialpolitiker.
Waris blev student 1919, filosofie kandidat 1922 samt filosofie licentiat och filosofie doktor 1932. Han var professor i socialpolitik vid Helsingfors universitet 1948–1968, vice rektor där 1962–1968. Han var chef för Suomen Huolto 1941–1945 och socialminister 1957–1958. År 1981 utnämndes han till hedersdoktor vid Göteborgs universitet.
Som universitetslärare utvecklade Waris socialpolitisk forskning och fostrade flera forskare. Han behandlade 1800-talets samhällshistoriska förhållanden, senare finländsk samhällsstruktur och dess socialpolitik. Han behandlade i sina skrifter bland annat uppkomsten av en arbetarstadsdel norr om Långa bron i Helsingfors och den så kallade förflyttade befolkningens anpassning till förhållandena i efterkrigstidens Finland.
Han är begravd på Sandudds begravningsplats i Helsingfors.